# Pseudostixis integra
Pseudostixis integra är en skalbaggsart som beskrevs av Stefan von Breuning 1938. Pseudostixis integra ingår i släktet Pseudostixis och familjen långhorningar. Inga underarter finns listade i Catalogue of Life.